# Lophogobius cyprinoides
Lophogobius cyprinoides là một loài cá biển thuộc chi Lophogobius trong họ Cá bống trắng. Loài cá này được mô tả lần đầu tiên vào năm 1770.

## Từ nguyên
Từ định danh cyprinoides được ghép bởi hai âm tiết trong tiếng Hy Lạp cổ đại: kuprînos (κῠπρῖνος; "cá chép") và hậu tố eidḗs (ειδής; "giống với"), hàm ý đề cập đến phần thân ngắn và nén sâu của loài cá này giống cá chép.

## Phân bố
L. cyprinoides có phân bố ở Tây Đại Tây Dương, từ phía nam bang Florida xuống Bahamas, và từ bang Veracruz dọc theo bờ biển Trung và Nam Mỹ đến đảo Trinidad và ngoài khơi Venezuela, bao gồm nhiều đảo của Antilles trên biển Caribe, xa về phía bắc đến Bermuda. Loài này xuất hiện ở Đông Thái Bình Dương thông qua kênh đào Panama.
L. cyprinoides sống trong lạch triều, rừng ngập mặn và những vùng nước ven biển có độ ngọt mặn khác nhau (độ mặn lên đến 39,3 ppt), độ sâu đến khoảng 6 m.

## Mô tả
Chiều dài cơ thể lớn nhất được ghi nhận ở L. cyprinoides là 10 cm. Đây là loài lưỡng tính tiền nữ (protogynous hermaphrodite), cá cái bắt đầu chuyển giới khi đạt chiều dài 4,6 cm trở đi, trở thành cá đực hoàn toàn ở chiều dài 7,2 cm.
Cá cái nhạt màu, đầu và thân có các hàng đốm nâu đỏ, má và nắp mang có thể có đốm nhạt; vây lưng trước có một đốm cam lớn, bên trong là đốm đen nhỏ hơn. Cá đực có các vệt đốm màu sẫm hơn, màu tím sẫm gần như đen vào mùa sinh sản. Đỉnh đầu có mào nhô cao, kéo dài từ gáy đến giữa hai mắt.
Số gai vây lưng: 6; Số tia vây lưng: 10; Số gai vây hậu môn: 1; Số tia vây hậu môn: 8–9; Số gai vây bụng: 1; Số tia vây bụng: 5; Số tia vây ngực: 16–20.

## Sinh thái
L. cyprinoides ăn tạp, trong đó tảo chiếm khẩu phần nhiều nhất, bên cạnh đó còn các loài thân mềm hai mảnh vỏ, giáp xác nhỏ, hà biển và mùn bã hữu cơ. Chúng sinh sản quanh năm.